# Erste Liga (Kurzfilm)
Erste Liga, auch €rste Liga, ist ein humoristischer Kurzfilm aus dem Jahr 2013. Er wurde Mitte des Vorjahres von Studenten der Filmakademie Baden-Württemberg über die Crowdfunding-Plattform Startnext finanziert, es flossen über 5.000 € in die Finanzierung des 34-minütigen Films. Nachdem am 15. Juli 2012 der Finanzierungszeitraum beendet war, begannen die Dreharbeiten Ende des Monats Juli. Zunächst waren weitere Teile des als Pilotprojekt gekennzeichneten Unternehmens geplant, zu denen es aber bis heute nicht kam.
Der Kurzfilm handelt von dem Jahrhundert-Talent Marko Krotz (gespielt von Tim Kalkhof), der wegen seiner egoistischen Forderungen und seines ausschweifenden Lebensstils (Partys, Frauen, mangelnde Pünktlichkeit im Training) mit seinem Manager Tim (Andreas Guenther), dessen Karriere verletzungsbedingt geendet hatte, in Konflikt gerät.
Kontroverse Aufmerksamkeit brachte ein Interview in dem Film zwischen Marko Krotz und der Sportreporterin Laura Wontorra (gespielt von ihr selbst), das im Internet (beispielsweise in Abfolgen skandalöser Interviews im Profifußball) zu finden ist. Es wird von der Öffentlichkeit mitunter als echtes Interview wahrgenommen und die Fiktion des Interview nicht erkannt.
Erste Liga hatte am 27. Juli 2013 Premiere im Caligari-Kino in Ludwigsburg und wurde erneut im darauffolgenden Dezember in der Filmschau Baden-Württemberg gezeigt.